# 불어라 미풍아
《불어라 미풍아》는 2016년 8월 27일부터 2017년 2월 26일까지 방영된 문화방송 주말연속극이다.

## 기획 의도
왈가닥 탈북녀 '미풍'과 서울 촌놈 인권변호사 '장고'가 천억 원대 유산 상속 등을 둘러싼 갈등을 극복해가며 진정한 사랑과 소중한 가족을 찾아가는 이야기.

## 등장인물

### 주요 인물
- 임지연 : 김미풍 / 김승희 역 (아역 : 이영은) - 덕천의 친손녀이자 대훈의 친딸
- 손호준 : 이장고 역 (아역 : 윤찬영)
- 한주완 : 조희동 역 (아역 : 박상훈)
- 오지은 → 임수향 : 박신애 (강미정) 역[1] (아역 : 방준서) - 덕천의 가짜 손녀[2] 유진의 친모
- 황보라 : 조희라 역 (아역 : 공수민) 장수의 연인
- 장세현 : 이장수 역 (아역 : 서동현) 희라의 연인

### 이장고의 주변 인물
- 김영옥 : 달래 역 - 장고, 장수의 조모
- 금보라 : 황금실 역 - 장고, 장수의 모친
- 김희정 : 이남이 역 - 장고, 장수의 고모

### 김미풍의 주변 인물
- 이일화 : 주영애 역 - 미풍(승희)의 모
- 한갑수 : 김대훈 역 - 미풍(승희)의 친부
- 홍동영 : 김유성 역 - 미풍(승희)의 조카, 영철의 아들
- 조성윤 : 김영철 역 (아역 : 신기준) - 미풍(승희)의 오빠

### 조희동의 주변 인물
- 변희봉 : 김덕천 역 (젊은시절 : 함성민) - 미풍(승희)의 조부
- 반효정 : 천귀옥 역 - 청자의 엄마
- 이휘향 : 마청자 역 - 희동, 희라의 엄마
- 이종원 : 조달호 역 - 희동, 희라의 아버지
- 이한서 : 강유진 역 - 신애의친 딸

### 그 외 인물들
- 한혜린 : 장하연 역
- 이현걸 : 김승준 역
- 이채윤 : 덕천의 집 - 가사도우미 아주머니
- 전헌태 : 허 이사 역
- 박선웅 : 최 이사 역
- 장재원 : 김원빈 역
- 손현석 : 마케팅 3팀 직원 역
- 한춘일 : 조억만 채권자 역
- 조완기 : 마케팅 3팀 직원 역
- 강문경 : 장앤고 로펌 대표 역 - 하연의 아버지
- 김현 : 김순분 역
- 최범호 : 방수남 역
- 이동용 : 양 사장 역
- 노수산나 : 정미 역
- 김정욱 : 창수 역 - 희라의 남자친구
- 김대흥 : PD 역
- 금광산 : 사채업자 역
- 김나영 : 대박마케팅 마케팅부 팀장 역
- 정아미 : 집주인 역
- 박상혁
- 신철진
- 김주황
- 황주호
- 반혜라
- 현숙희
- 손성찬
- 윤부진
- 이주영
- 박승배
- 이윤상
- 민영
- 민경옥
- 이준희
- 민정현
- 김경태
- 민대식
- 박건락
- 이근욱
- 주보라
- 박규나
- 홍해선
- 신길용
- 송요셉
- 전해룡
- 서영삼
- 구혜령
- 서혜진
- 최교식
- 이재원
- 김은해
- 리민
- 하민
- 이태윤
- 이석원
- 김선주
- 김양욱
- 추연규
- 설유진
- 고원석
- 홍부향
- 정동규 : 한규석 판사 역(13회)
- 안성건
- 유필란
- 동윤석
- 김기남
- 김사훈
- 은서율 : 안영주 역
- 이두익
- 이용규
- 김기성
- 성현미
- 장재원
- 손선근
- 차성훈
- 백인권
- 변주현
- 이재천
- 윤준
- 임정옥
- 윤종구
- 이두석
- 원미원
- 조현임
- 송승용
- 이관영
- 민상우
- 송용호
- 이재욱
- 장준호
- 김오복
- 박병욱
- 정영훈
- 김재천
- 황인준
- 윤순철
- 김봉수
- 서왕석
- 문정수
- 허승
- 공훈
- 정희중
- 손경원
- 김기범
- 윤영목
- 홍성호
- 홍석연
- 김학룡
- 박용
- 변우종
- 임태호
- 이규섭
- 윤희원
- 정종현
- 맹봉학
- 여운복
- 이나경
- 강정구
- 서광재
- 박광재
- 유순철
- 강학수
- 박노식
- 강현구 : 김영천 역 - 미풍의 작은할아버지
- 문태수
- 백인권
- 윤종원
- 송삼동
- 안종민

### 특별 출연
- 이대연 : 이경식 역 - 금실의 남편
- 정종준 : 조억만 역 - 달호의 아버지, 덕천의 사촌동생
- 손숙 : 김순옥 역 (젊은시절 : 최리)
- 채연 : 송주리 역 장수의 전여친
- 김성수 : 송주리 전 남편 역
- 김병옥 : 성형외과 의사 역
- 최필립 : 방성식 역
- 손세빈 : 휴게소의 여자 역
- 지주연 : 윤현주 역
- 장혁진 : 사채업자 역
- 주석태 : 사설 탐정 역
- 이연수 : 조달호의 새부인 역

## 시청률
최저 시청률과 최고 시청률은 시청률 조사회사와 지역별로 시청률에 차이가 있을 수 있습니다.
| 2016년 | 2016년    | 2016년         | 2016년       | 2016년         | 2016년       |
| 회차   | 방송일    | TNmS 시청률    | TNmS 시청률  | AGB 시청률     | AGB 시청률   |
| 회차   | 방송일    | 대한민국(전국) | 서울(수도권) | 대한민국(전국) | 서울(수도권) |
| ------ | --------- | -------------- | ------------ | -------------- | ------------ |
| 제1회  | 8월 27일  | 10.3%          | 10.1%        | 10.4%          | 11.3%        |
| 제2회  | 8월 28일  | 12.4%          | 11.5%        | 11.6%          | 12.7%        |
| 제3회  | 9월 3일   | 12.0%          | 12.0%        | 11.4%          | 12.5%        |
| 제4회  | 9월 4일   | 14.0%          | 14.1%        | 13.3%          | 14.4%        |
| 제5회  | 9월 10일  | 12.9%          | 12.3%        | 12.1%          | 12.5%        |
| 제6회  | 9월 11일  | 13.3%          | 13.2%        | 13.6%          | 15.1%        |
| 제7회  | 9월 17일  | 13.6%          | 12.6%        | 13.1%          | 13.3%        |
| 제8회  | 9월 18일  | 12.8%          | 11.1%        | 13.1%          | 13.9%        |
| 제9회  | 9월 24일  | 11.8%          | 10.8%        | 12.0%          | 12.7%        |
| 제10회 | 9월 25일  | 12.7%          | 12.0%        | 13.2%          | 14.0%        |
| 제11회 | 10월 1일  | 13.1%          | 13.3%        | 11.1%          | 11.4%        |
| 제12회 | 10월 2일  | 12.3%          | 11.6%        | 11.2%          | 11.7%        |
| 제13회 | 10월 8일  | 12.8%          | 12.5%        | 11.6%          | 12.0%        |
| 제14회 | 10월 9일  | 12.9%          | 11.9%        | 12.8%          | 13.3%        |
| 제15회 | 10월 15일 | 11.7%          | 11.2%        | 11.9%          | 12.2%        |
| 제16회 | 10월 16일 | 12.5%          | 12.5%        | 12.3%          | 13.1%        |
| 제17회 | 10월 22일 | 10.4%          | 10.1%        | 10.0%          | 10.6%        |
| 제18회 | 10월 23일 | 12.6%          | 12.7%        | 12.3%          | 13.4%        |
| 제19회 | 10월 29일 | 11.8%          | 12.0%        | 11.2%          | 11.2%        |
| 제20회 | 10월 30일 | 11.9%          | 11.6%        | 11.2%          | 12.0%        |
| 제21회 | 11월 5일  | 11.0%          | 10.9%        | 11.3%          | 12.0%        |
| 제22회 | 11월 6일  | 12.4%          | 12.7%        | 13.0%          | 13.7%        |
| 제23회 | 11월 12일 | 10.6%          | 10.5%        | 10.3%          | 10.8%        |
| 제24회 | 11월 13일 | 12.1%          | 11.7%        | 12.1%          | 13.0%        |
| 제25회 | 11월 19일 | 10.6%          | 9.7%         | 9.3%           | 9.7%         |
| 제26회 | 11월 20일 | 14.8%          | 13.8%        | 14.7%          | 15.2%        |
| 제27회 | 11월 26일 | 11.6%          | 11.2%        | 10.9%          | 10.9%        |
| 제28회 | 11월 27일 | 15.1%          | 15.0%        | 12.8%          | 12.9%        |
| 제29회 | 12월 3일  | 11.4%          | 11.5%        | 10.6%          | 11.0%        |
| 제30회 | 12월 4일  | 15.2%          | 14.7%        | 14.0%          | 14.8%        |
| 제31회 | 12월 10일 | 12.8%          | 13.2%        | 12.5%          | 13.1%        |
| 제32회 | 12월 11일 | 13.8%          | 13.7%        | 14.2%          | 14.8%        |
| 제33회 | 12월 17일 | 12.4%          | 12.1%        | 11.3%          | 11.7%        |
| 제34회 | 12월 18일 | 16.1%          | 16.5%        | 15.1%          | 14.9%        |
| 제35회 | 12월 24일 | 12.4%          | 12.5%        | 11.6%          | 12.1%        |
| 제36회 | 12월 25일 | 16.3%          | 15.3%        | 15.1%          | 15.5%        |
| 2017년 |           |                |              |                |              |
| 제37회 | 1월 1일   | 18.7%          | 19.0%        | 18.9%          | 19.4%        |
| 제38회 | 1월 7일   | 15.4%          | 15.1%        | 13.8%          | 13.8%        |
| 제39회 | 1월 8일   | 18.6%          | 19.7%        | 18.1%          | 18.6%        |
| 제40회 | 1월 14일  | 16.6%          | 16.3%        | 15.7%          | 16.0%        |
| 제41회 | 1월 15일  | 20.5%          | 19.8%        | 19.5%          | 20.7%        |
| 제42회 | 1월 21일  | 15.3%          | 15.9%        | 14.0%          | 13.9%        |
| 제43회 | 1월 22일  | 19.8%          | 20.4%        | 19.3%          | 19.7%        |
| 제44회 | 1월 28일  | 16.4%          | 15.8%        | 14.9%          | 15.0%        |
| 제45회 | 1월 29일  | 18.8%          | 19.9%        | 18.3%          | 18.4%        |
| 제46회 | 2월 4일   | 18.1%          | 18.9%        | 19.0%          | 19.2%        |
| 제47회 | 2월 5일   | 21.6%          | 21.5%        | 21.6%          | 22.4%        |
| 제48회 | 2월 11일  | 18.5%          | 18.3%        | 18.4%          | 18.9%        |
| 제49회 | 2월 12일  | 22.1%          | 22.1%        | 22.2%          | 22.9%        |
| 제50회 | 2월 18일  | 22.4%          | 24.0%        | 22.7%          | 23.7%        |
| 제51회 | 2월 19일  | 25.2%          | 26.2%        | 26.6%          | 27.8%        |
| 제52회 | 2월 25일  | 21.5%          | 22.3%        | 22.7%          | 24.3%        |
| 제53회 | 2월 26일  | 23.9%          | 24.4%        | 26.3%          | 28.3%        |

## 결방과 연장
- 2016년 12월 31일 : 2016 MBC 가요대제전 방송으로 인해 결방
- 2017년 1월 9일 : 불어라 미풍아 방영 분량이 50부작에서 3회 연장되어 53부작으로 변경 및 확정되었다.

## 수상
- 2016년 MBC 연기대상 연속극 부문 남자 우수연기상 손호준
- 2016년 MBC 연기대상 연속극 부문 여자 우수연기상 임지연

## 참고 사항
- 조달호 역에는 원래 손창민이 물망에 올랐다.[5]
- 황금실 역에는 원래 나영희가 낙점되었으나 개인사정으로 고사했다.[6]
- 박신애 역에는 원래 오지은이 낙점되었으나 전치 8주의 발목 부상을 당해 12회까지 출연한 후 하차하였다. 13회부터는 임수향으로 교체되었다.

## 같이 보기
- KBS 주말연속극 《월계수 양복점 신사들》
- SBS 주말드라마 《우리 갑순이》